# Charley Parkhurst
Charley Darkey Parkhurst (egentligen Charlotte Darkey Parkhurst), född 1812 i Sharon, Vermont, död 18 december 1879 i Watsonville, Kalifornien, var en amerikansk  diligensförare.
Parkhurst, som levde större delen av sitt liv som man och fick sitt verkliga kön avslöjat först efter döden, har hedrats med en plakett på brandstationen i Soquel, Kalifornien, som den första kvinna som röstade i ett amerikanskt presidentval (1868).